# Kimberly Geist
Kimberly Geist, née le 29 avril 1987 à Allentown, est une coureuse cycliste américaine. Elle est notamment championne du monde de poursuite par équipes en 2017 et médaillée de bronze du championnat du monde de course aux points en 2015.

## Palmarès sur piste

### Championnats du monde
- 2004
  -  Médaillée de bronze de la poursuite juniors
- 2005
  -  Médaillée de bronze de la poursuite juniors
- Saint-Quentin-en-Yvelines 2015
  -  Médaillée de bronze de la course aux points
- Londres 2016
  - 7e de la course aux points
  - 17e du scratch
- Hong Kong 2017
  -  Championne du monde de poursuite par équipes (avec Kelly Catlin, Chloe Dygert, Jennifer Valente)
  - 8e de l'américaine[1]
- Apeldoorn 2018
  -  Championne du monde de poursuite par équipes (avec Kelly Catlin, Chloe Dygert, Jennifer Valente)
  - 15e de l'américaine[2]
- Pruszków 2019
  - 7e de la poursuite par équipe[3]

### Coupe du monde
- 2017-2018
  - 1re de la poursuite par équipes à Minsk (avec Kelly Catlin, Chloe Dygert et Jennifer Valente)
- 2018-2019
  - 2e de la poursuite par équipes à Londres

### Championnats panaméricains
- Aguascalientes 2014
  -  Médaillée d'or de la poursuite par équipes (avec Jennifer Valente, Elizabeth Newell et Amber Gaffney).
- Santiago 2015
  -  Médaillée d'argent de la course aux points.
- Couva 2017
  -  Médaillée d'argent de la course à l'américaine (avec Kimberly Zubris).
- Aguascalientes 2018
  -  Médaillée d'or de la poursuite par équipes (avec Jennifer Valente, Kelly Catlin et Christina Birch)
  -  Médaillée de bronze de l'américaine

### Jeux panaméricains
- Lima 2019
  -  Médaillée d'or de la poursuite par équipes (avec Lily Williams, Christina Birch et Chloé Dygert)
  -  Médaillée d'or de l'américaine (avec Christina Birch)

### Championnats des États-Unis
- 2008
  -  Championne des États-Unis de poursuite
  -  Championne des États-Unis de poursuite par équipes
- 2009
  -  Championne des États-Unis de poursuite par équipes
- 2010
  -  Championne des États-Unis de poursuite
- 2011
  -  Championne des États-Unis du scratch
- 2014
  -  Championne des États-Unis de poursuite
  -  Championne des États-Unis de poursuite par équipes

## Palmarès sur route
- 2005
  - 4e du championnat du monde sur route juniors
- 2009
  - 9e du championnat panaméricain du contre-la-montre